# Josef Vojta
Josef Vojta (19 de abril de 1935 - 6 de março de 2023) foi um ex-futebolista  checo, que atuava como meia.

## Carreira
Josef Vojta fez parte do elenco da Seleção Tchecoslovaca de Futebol que disputou a Eurocopa de 1960.  E medalha de prata em Tóquio-1964 .

## Ligações Externas
- Perfil em FIFA.com (em inglês)